# Apologie de Socrate
Pour les articles homonymes, voir Apologie de Socrate (homonymie).
 (août 2017).

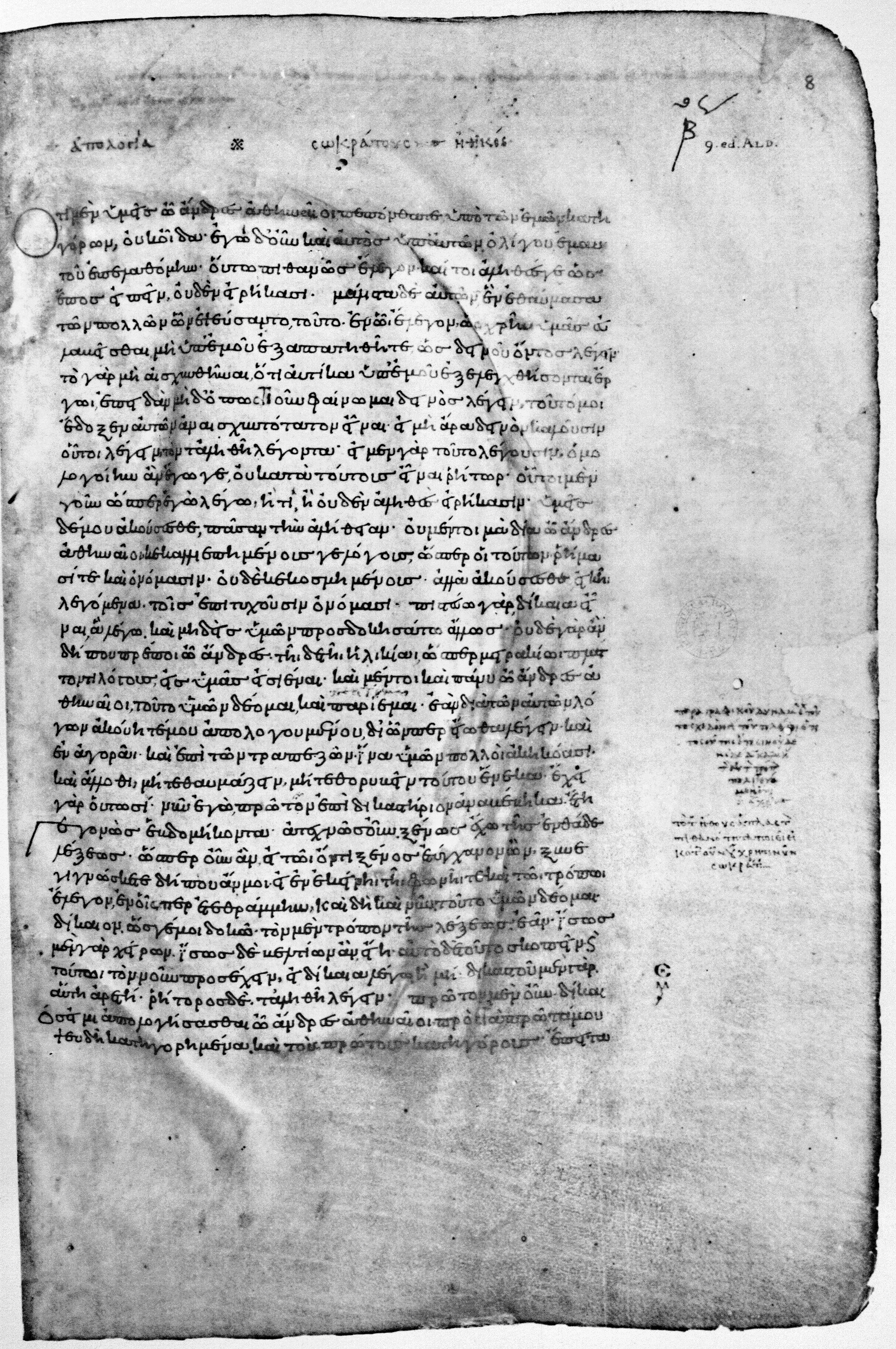

L’Apologie de Socrate (en grec ancien Πλάτωνος Ἀπολογία Σωκράτους / Plátônos Apología Sôkrátous, du genre éthique) est un dialogue socratique de Platon. Il retranscrit le procès de Socrate, qui a lieu en 399 av. J.-C. Il fait partie de la première tétralogie, avec l'Euthyphron, le Criton et le Phédon, qui raconte la fin de Socrate.

## Résumé
Dans l’Apologie de Socrate, Platon rapporte les plaidoyers de Socrate lors de son procès en 399 av. J.-C. à Athènes qui déboucha sur sa condamnation à mort. La défense se déroule en trois parties, toutes en lien direct avec la mort. Socrate se défend devant les juges, mais aussi devant toute la cité d’Athènes (composant le Tribunal de la Cité). Il répond aux trois chefs d’accusation déposés contre lui : corruption de la jeunesse, non-reconnaissance de l’existence des dieux traditionnels athéniens, et introduction de nouvelles divinités dans la cité.
Le livre est composé de deux grandes parties : Socrate doit d'abord donner un discours contre ses accusateurs pour démontrer qu'il est innocent, puis, à la suite d'un vote des citoyens qui le jugent coupable, il doit proposer une peine de remplacement à celle proposée dans l'accusation, la condamnation à mort. 

### Exorde
Dans l'Exorde, qui correspond à l'introduction du premier discours, Socrate admet que le discours de ses accusateurs, qui sont Mélétos, Anytos et Lycon, était particulièrement convaincant. Il avertit toutefois les juges que rien de ce qu'ils ont dit n'est vrai (Socrate appelle les juges « Athéniens », car ils n'ont pas encore délivré leur jugement et ne sont donc que des simples citoyens avant cela, mais nous les appellerons juges pour plus de clarté, et pour les distinguer du public). Lui, au contraire de ses adversaires, ne sera pas éloquent, et ne fera que dire la vérité, car il parlera comme les mots lui viennent, sans avoir préparé son discours, contrairement à ses accusateurs. Il ajoute à cela qu'il n'a jamais comparu dans un tribunal en tant que citoyen, même à son âge très avancé. Enfin, il présente son plan global : Socrate va d'abord répondre aux anciennes accusations, puis aux nouvelles.

### Réfutation: les anciens accusateurs
Dans cette partie, Socrate répond aux accusations les plus anciennes. Elles sont, selon lui, celles qui lui causent le plus de tort, car elles ont pris racine il y a longtemps dans l'esprit des plus jeunes, et sont ainsi les plus prégnantes. Socrate regrette ne pas pouvoir mettre de nom sur les anciens accusateurs, excepté Aristophane, qui le discrédite dans sa comédie Les Nuées,,.
Il synthétise les accusations faites par Aristophane : « Socrate est un homme dangereux qui, par une curiosité criminelle, veut pénétrer ce qui se passe dans le ciel et sous la terre, fait une bonne cause d’une mauvaise, et enseigne aux autres ces secrets pernicieux. »
Socrate commence d'abord par réfuter ces accusations : 
- il argue qu'il n'est pas un penseur de la nature[15], et qu'il ne détient même pas ce type de savoir[16] ;
- il avance qu'il n'est pas un sophiste car il n'a jamais demandé d'argent en échange de savoirs[17], puisqu'il affirme même ne pas avoir le talent d'instruire les hommes[18].

Socrate explique ensuite l'origine de ces calomnies, : un jour, un Athénien du nom de Chéréphon, ami de Socrate, alla voir l'Oracle de Delphes pour lui demander s'il existait quelqu'un de plus sage que Socrate, à quoi l'oracle répondit qu'il n'y en avait aucun. Socrate, perplexe, et voulant réfuter l'Oracle, chercha aussitôt quelqu'un de plus savant que lui en discutant avec les personnes qui en ont la réputation. Dans un premier temps, il alla voir un homme politique, mais il fut surpris en se rendant compte que cet homme là ne possédait aucun savoir, contrairement à ce que l'on dit. Ensuite, il alla consulter les poètes, mais ces derniers non plus ne possédaient pas, aux yeux de Socrate, le savoir auquel ils prétendaient. Enfin, Socrate se rendit voir les hommes qu'il savait posséder un savoir : les hommes de métiers, les artisans, qui savaient tout du moins pratiquer leur métier. Sur ce point, il ne fut pas déçu, mais ces hommes, selon Socrate, pensaient connaître tant de choses là où ils n'en savaient rien, que Socrate dit ceci (traduction de Luc Brisson) : 
Ces bons artisans me parurent avoir le même défaut que les poètes : chacun, parce-qu'il exerçait son métier de façon admirable, s'imaginait en outre être particulièrement compétent aussi dans ce qu'il y a de plus important. Et cette prétention, me sembla-t-il, occultait ce savoir qui était le leur, si bien que, poussé par l'oracle, j'en vins à me poser la question suivante : ne serait-il pas préférable que je sois comme je suis, n'ayant ni leur savoir ni leur ignorance, plutôt que d'être comme eux, à la fois savant et ignorant ? Et, à moi-même comme à l'oracle, je répondis qu'il valait mieux être comme je suis. 
La conclusion de Socrate est donc, qu'effectivement, il n'y a personne de plus intelligent que lui, et, en cherchant à réfuter l'oracle, il n'a fait que confirmer sa parole. Cependant, lors de ses réfutations (qu'il poursuivra après avoir confirmé l'oracle, persuadé de s'être vu confier une tâche par Apollon), Socrate a froissé beaucoup de gens en leur démontrant qu'ils ne savaient rien. C'est donc l'origine de ces accusations : ces gens cherchent à se venger de Socrate et des gens qui ont souhaité l'imiter.

### Réfutation: les nouveaux accusateurs (interrogatoire de Mélétos)
Socrate va désormais répondre aux nouvelles accusations, donc à l'objet de son procès : « Socrate est accusé de corrompre la jeunesse et de reconnaître non pas les dieux que la cité reconnait, mais, au lieu de ceux-là, des divinités nouvelles. ». Pour ce faire, il va contre toute attente procéder à un interrogatoire de Mélétos, d'abord sur la corruption de la jeunesse (l'éducation) puis sur les « divinités nouvelles ». Cela permet à Socrate de procéder à une réfutation, et à l'ironie socratique. 
Dans un premier temps, Socrate répond donc à la question de l'éducation. Il demande donc à Mélétos quelle est la personne qui rend les gens meilleurs. Sa réponse est que ce sont les lois, personnifiées par les juges. Socrate pousse le raisonnement de Mélétos, qui continue en avançant que les membres de l'assemblée, puis tous les citoyens rendent les gens meilleurs, excepté Socrate, qui fait remarquer à son interlocuteur l'absurdité de ce raisonnement. Ensuite, Socrate démontre à Mélétos qu'il est idiot de corrompre quelqu'un de son entourage (les jeunes appréciant Socrate, ils font donc partie de son entourage) car une personne corrompue, donc mauvaise, fera du mal à ses proches. Socrate ne corrompt donc pas la jeunesse.  
Dans un second temps, Socrate va répondre à l'accusation qui veut qu'il ne reconnaisse pas les dieux de la cité, mais en introduise de nouveaux, et ainsi corrompe la jeunesse (c'est en tout cas l'interprétation qui en est faite). Mélétos prétend que Socrate ne reconnaît « absolument aucun dieu », ce qui l'amène déjà à contredire le chef d'accusation. Puis Socrate lui démontre qu'il reconnaît bien des dieux en prenant le public pour témoin : il reconnaît qu'il existe des puissances démoniaques , et par conséquent qu'il existe des démons. Les démons étant des dieux, Mélétos est en totale contradiction avec lui-même, ce qui amène Socrate à prendre cette accusation pour une plaisanterie et à la tourner en ridicule.  
Socrate a donc retourné les idées de Mélétos contre elles-mêmes et a démontré que l'accusation n'avait pas lieu d'être.

### Digression: le mode de vie de Socrate
Maintenant que Socrate a répondu aux accusations et a prouvé son innocence, il digresse et parle de ce qu'on aurait pu lui reprocher, c'est-à-dire, dans un premier temps, que son mode de vie (à savoir interroger les différents Athéniens pour leur montrer qu'ils ont tort) est un mauvais choix, car il se mettrait en danger. Socrate en tire une réponse concise et efficace : il commence par arguer que la tâche divine qui lui a été conférée vaut plus que la vie, et que le menacer de la lui ôter ne le refroidira pas car il continuera à la pratiquer. Puis il explique aux Athéniens que l'empêcher de réfuter les Athéniens (il entend par là en le condamnant à mort), n'est une bonne chose pour personne, mais que cela jouera surtout en défaveur des citoyens Athéniens, car il cherche à améliorer leur raisonnement. 

### Digression: l'inactivité politique de Socrate
Socrate va désormais répondre à une autre accusation qu'on pourrait lui faire : il aurait dû prendre part à la vie politique athénienne. Socrate a deux justifications à proposer aux juges : d'une part, la voix divine qu'entend Socrate l'empêche de s'engager en paroles dans la politique, ce qui est selon le philosophe une heureuse chose, car, d'autre part, Socrate est convaincu que, s'il devient un homme public en politique, sa mort serait certainement plus rapide. Puis il prouve qu'il est en fait engagé politiquement, non en paroles, mais en actes, et a deux exemples pour le prouver : Socrate a été le seul a s'opposer à un jugement injuste, qui fut reconnu comme tel plus tard par les Athéniens, et plus tard, sous le régime des Trente, il a refusé de se soumettre à un de leurs ordres, parce-qu'il jugeait déraisonnable de s'y soumettre. Ces actes prouvent donc que Socrate agit pour le bien politique de la cité, bien qu'il ne manifeste pas bruyamment ses idées. Ce dernier point permet à Socrate d'insister sur le fait qu'il est discret et ne contraint personne à le côtoyer, donc de démontrer qu'il ne manipule ni ne corrompt la jeunesse, mais que cette dernière apprécie simplement sa compagnie. 

### Péroraison: Socrate ne va pas supplier les juges
Socrate conclut son premier discours sur le fait qu'il ne va pas supplier les juges pour s'attirer leur pitié, car cela le décrédibiliserait : c'est selon lui une honte, et cela ruine la réputation de celui qui procède à cette triche. Puis il avance que ce n'est en aucun cas conforme à la justice : influer sur le choix des juges en les prenant par les sentiments, et non par la raison, n'est pas honnête. Les lois ayant un caractère sacré, cela n'est pas non plus conforme à la piété. 

Le premier discours de Socrate s'achève sur ces quelques phrases, dans lesquelles il s'adresse aux juges (traduction de Luc Brisson) : 
[...] Il est évident que si je cherchais à vous persuader et si, par mes prières, je vous faisais violer votre serment, je vous enseignerais à croire que les dieux n'existent pas, et, en me défendant de la sorte, je me dénoncerais moi-même comme quelqu'un qui ne reconnaît pas les dieux. Mais il s'en faut de beaucoup qu'il en soit ainsi. Oui, Athéniens, je reconnais les dieux plus fermement qu'aucun de mes accusateurs, et je m'en remets à vous et au dieu du soin de porter un jugement sur ce qui vaudra mieux pour moi comme pour vous. 

### Second discours: sur l'établissement d'une peine
Les juges ayant reconnu Socrate coupable, il reste donc à déterminer quelle sera la peine que Socrate subira. La condamnation à mort est la peine proposée par ses accusateurs (Mélétos, Anytos et Lycon), mais Socrate peut proposer, dans un second discours, une peine de substitution, bien entendue plus légère. 
Sa première proposition est plus que surprenante : Socrate réfléchit, et prend en considération son mode de vie. Il est un bienfaiteur de la cité, et il est loin d'être riche, il propose donc d'être nourri aux frais de la cité dans le Prytanée, un établissement réservé aux plus grands soldats et aux hommes considérés comme les plus honorables. Cette proposition est considérée par les juges comme une provocation, et par conséquent Socrate se voit contraint de proposer une autre peine (même s'il pense n'en mériter aucune) : une amende. Cependant, étant démuni, il ne peut payer une forte amende, il propose donc de payer une mine à la cité, ce qui est une somme dérisoire. Sa proposition se voit augmentée à trente mines, à la suite de la promesse de certains de ses amis de la payer. 
Il s'agit là de la fin officielle du procès.  

### Conversation informelle: aux juges qui ont voté pour une condamnation à mort
Le procès ayant touché à sa fin, Socrate va désormais s'adresser aux juges (dans un premier temps ceux qui ont voté pour le condamner à mort, puis dans un second temps pour ceux qui ont voté pour l'acquitter) en privé. Il commence par reprocher aux juges qui ont voté pour une condamnation à mort d'avoir ainsi négligé leurs responsabilités et ruiné la réputation de la cité. Puis il montre aux juges ce qu'il estime être la vérité : s'il a perdu le procès, ce n'est non pas la faute des actes qu'il a commis, mais bien la faute des juges qui ont voté pour le condamner, car ils n'ont pas su porter un jugement juste, étant donné que le discours donné par Socrate n'incitait pas à la pitié. Enfin, il prédit aux juges que l'objectif qu'ils poursuivaient (à savoir celui de freiner l'activité de Socrate et de ne pas avoir à s'interroger sur sa vertu) ne sera pas rempli, et bien au contraire : des jeunes vont prendre la relève de Socrate, et l'activité qui était la sienne, qui deviendra la philosophie, va s'amplifier. 

### Conversation informelle: aux juges qui ont voté pour l'acquittement
L'Apologie se conclut sur un entretien entre Socrate et les juges qui ont voté pour son acquittement. Dans un premier temps, il leur fait remarquer que, de manière très surprenante à ses yeux, la voix divine qu'il entendait ne l'a pas averti avant son procès, ne l'a pas retenu d'y aller : il en tire la conclusion que ce procès devait arriver, et avec lui, sa mort. Puis il va chercher à définir cette dernière, et se pose la question du fait que la mort soit un mal ou non. Socrate trouve deux définitions à la mort : dans le premier cas, le mort se rend au ciel, donc aux enfers, ce qui ne peut être qu'un bien pour Socrate qui ne rêve que de s'entretenir avec les plus grandes personnalités helléniques pour les soumettre au même interrogatoire qu'aux vivants ; dans le second cas, le mort est plongé dans un sommeil profond et ne ressent rien avant d'être réincarné, ce qui, de la même manière que dans le premier cas, ne peut être que bonne chose, car le mort se repose et est libéré de tous ses soucis. Enfin, il demande aux concitoyens auxquels il fait confiance - parmi lesquels figurent les juges ayant voté pour l'acquitter - de prendre soin de ses fils, et de leur faire remarquer s'ils ne se préoccupent pas assez de leur vertu ou de leur âme. 

L'Apologie de Socrate aura marqué l'histoire de la philosophie et s'achève sur ces quelques mots (42a) : 
Mais voici déjà l'heure de partir, moi pour mourir et vous pour vivre. De mon sort ou du vôtre lequel est le meilleur ? La réponse reste incertaine pour tout le monde, sauf pour la divinité grecque. 

## Aboutissement
Il y eut vingt jours d’intervalle entre la condamnation de Socrate et sa mort, pendant lesquels il resta enchaîné dans sa prison et but du vin. Il reçut dans sa cellule son ami d'enfance Criton, et leur dialogue, dans lequel ce dernier tente de convaincre Socrate de fuir la prison, est retranscrit dans le Criton de Platon. Les dernières paroles de Socrate, et sa mort, sont retranscrites, elles, dans le Phédon. 

## La mort dans l’Apologie de Socrate
Il vaut mieux subir une injustice que la pratiquer ; l’injustice dans ce dialogue est la condamnation, mais Socrate considère comme dans le Phédon que ses accusateurs ont le pouvoir de le tuer, mais pas de lui causer du tort. Celui qui commet l’injustice souille son âme, et celui qui a subi l’injustice ne subit pas de tort à l’âme. Lorsque Socrate parle de mort, il s’agit de mort non pas physique, mais moralement consentie ; Platon n’incite pas à la mort physique.

## Traductions
- Platon, Apologie de Socrate, in Œuvres de Platon, T. 1, traduction par Victor Cousin, Bossange frères, 1822.
- Platon, Apologie de Socrate, in Œuvres complètes de Platon, T. 1 , traduction et notes par Émile Chambry, Classiques Garnier, 1936.
- Platon (trad. Luc Brisson), « Apologie de Socrate », dans Œuvres complètes, Éditions Flammarion, 2008 (1re éd. 2006), 2204 p. (ISBN 978-2081218109).
- (grc + fr) Platon (trad. du grec ancien par Maurice Croiset, préf. François L'Yvonnet (introduction)), Apologie de Socrate, Paris, Les Belles Lettres, coll. « Classiques en poche », 2003, 82 p. (ISBN 978-2-251-79972-8, BNF 39063843).
- Platon, Apologie de Socrate. Criton. Phédon, traduit du grec par Léon Robin et Joseph Moreau, coll. Folio essais